# Kyoketsu shoge

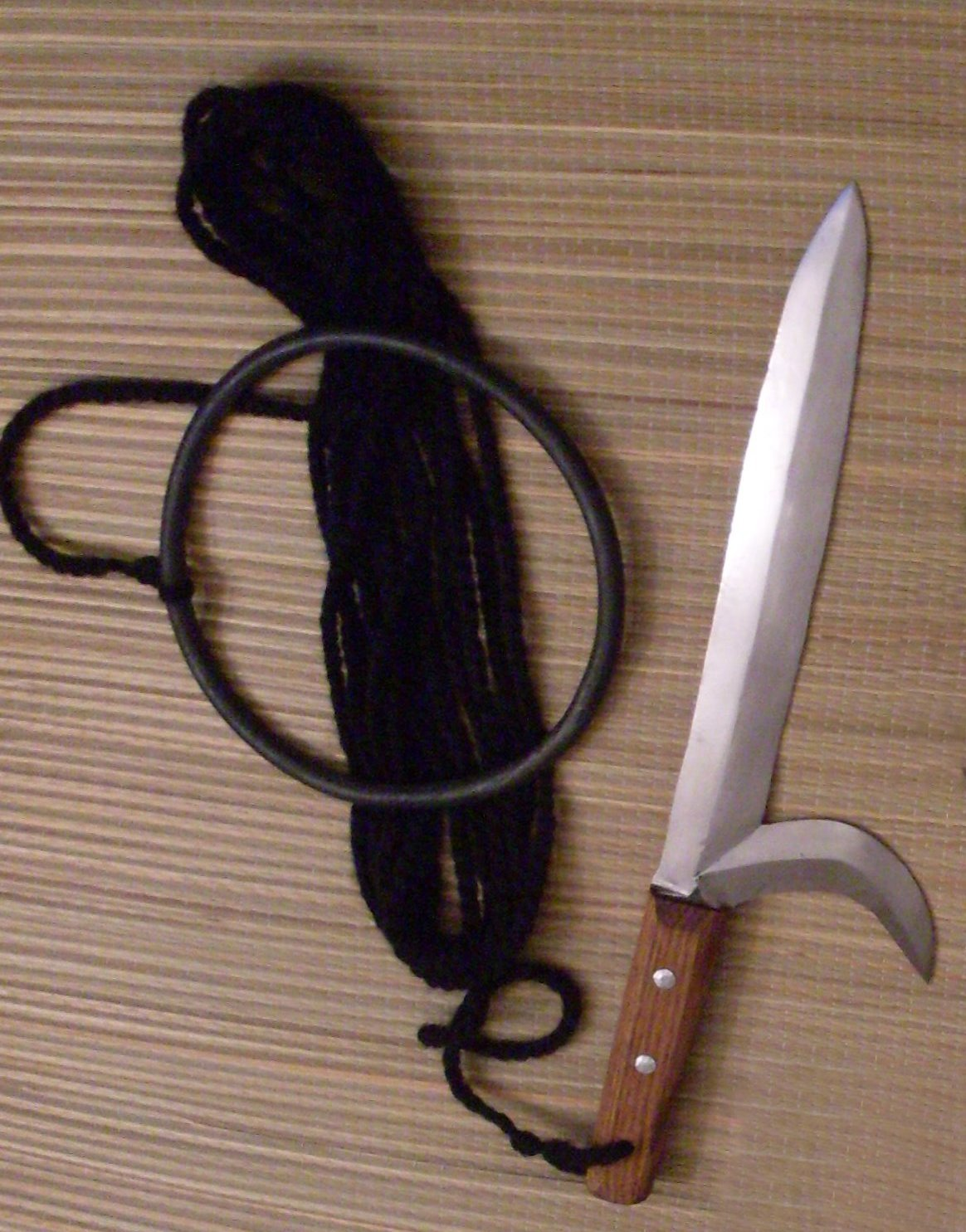
Kyoketsu shoge.

Le kyoketsu shoge (ou kogetsu kuge, kyotetsu kuge, koygetsu kuge, kogetsu shoge, etc.) est une sorte d'évolution du kusarigama, utilisé par les ninjas, bien que des kusarigama et des kyoketsu shoge aient été utilisés simultanément et aux mêmes époques. La lame du kyoketsu shoge est un mélange de couteau et de kama (faucille). La partie kama de la lame est affutée de façon très grossière, seulement sur sa partie « intérieure », et la partie « couteau » est finement affutée seulement sur son dernier tiers (le reste de la lame est tranchant, mais sans plus) ; la pointe est particulièrement effilée.
Le kyoketsu shoge est une arme particulièrement efficace, que ce soit en combat rapproché ou en grand espace. L'extrémité de sa chaîne se différencie de celle du kusarigama par son anneau. En effet, le kyoketsu shoge est plus souvent équipé d'un anneau — tranchant dans sa partie circonscrite (extérieure) et lisse dans sa partie inscrite (intérieure) — que d'un boulet ou d'une boule, comme on peut le voir sur le kusarigama. Cet anneau servait aussi bien à égorger ou blesser un ou plusieurs ennemis d'un seul mouvement qu'à se suspendre ou à escalader, ou encore à garder en main l'arme lors d'un lancer.
Le kyoketsu shoge se manie avec les bras, mais dans certains katas, les pieds et le cou servent plus à augmenter ou à baisser la vitesse du mouvement ou à lui donner de l'ampleur qu'à attaquer.
Le kyoketsu shoge est devenu rapidement l'arme de prédilection des ninjas, de par sa polyvalence, son efficacité et sa facilité de mise en œuvre. Pouvant aisément passer pour un grappin utilisé par les hommes des montagnes ou de crochet utilisé par les paysans pour emporter sur leur dos des ballots de paille, cette pièce d'équipement, à la fois outil et arme comme l'est le couteau du soldat actuel, était particulièrement appréciée. Son maniement, qui intriguait et déstabilisait l'ennemi, était redoutable (quoique ce point n'est pas plus dû à l'arme elle-même qu'à la manière qu'avaient les ninjas d'utiliser toute arme ou non-arme).

## Culture populaire
- L'assassin Connor Kenway dans le jeu vidéo Assassin's Creed III, ainsi que le pirate et assassin Edward Kenway, dans Assassin's Creed IV: Black Flag, utilisent des dagues à corde du même style que le kyoketsu shoge.

- Scorpion utilise une dague à chaîne dans la série de jeu vidéo Mortal Kombat dans le même style que le kyoketsu shoge pour exécuter son fameux mouvement du Get Over Here!